# Frederico de Eschaumburgo-Lipa
Frederico de Eschaumburgo-Lipa (30 de Janeiro de 1868 – 12 de Dezembro de 1945) foi um príncip̟e alemão e chefe do ramo de Náchod da casa principal de Eschaumburgo-Lipa.
Era filho do príncipe Guilherme de Eschaumburgo-Lipa, e da sua esposa, a princesa Batilde de Anhalt-Dessau.

## Primeiros anos
Frederico nasceu no Castelo de Ratiboritz, no Reino da Boémia (actual cidade de Ratibořice, na República Checa), sendo o terceiro filho do príncipe Guilherme de Eschaumburgo-Lipa (1834–1906), (filho de Jorge Guilherme, Príncipe de Eschaumburgo-Lipa e da princesa Ida de Waldeck e Pyrmont) e da sua esposa, a princesa Batilde de Anhalt-Dessau (1837–1902), (filha do príncipe Frederico Augusto de Anhalt-Dessau e da princesa Maria Luísa Carlota de Hesse-Kassel).

## Primeiro casamento
Frederico casou-se pela primeira vez no Palácio de Amalienborg em Copenhaga com a princesa Luísa da Dinamarca, filha do príncipe-herdeiro Frederico da Dinamarca e da princesa Luísa da Suécia.
O casamento foi infeliz e a princesa Luísa passava grandes períodos de tempo com a sua família na Dinamarca, chegando a ficar entre dois a três meses seguidos. O seu pai também a ia visitar todos os anos..
A princesa Luísa morreu no Castelo de Ratiboritz, a 4 de Abril de 1906. A causa oficial da morte da princesa Luísa foi uma "inflamação no cérebro", causada por uma meningite, depois de ela estar doente durante muito tempo. No entanto, há rumores de que a princesa se tentou afogar no lago do castelo na propriedade do marido, Ratiboritz, e adoeceu nessa tentativa, o que, eventualmente, levou à sua morte. Juntos, tiveram os seguintes filhosː
- Maria Luísa de Eschaumburgo-Lipa (10 de Fevereiro de 1897 – 1 de Outubro de 1938), casou-se com o príncipe Frederico Sigismundo da Prússia; com descendência. O príncipe Frederico morreu de uma queda de um cavalo.
- Cristiano de Eschaumburgo-Lipa (20 de Fevereiro de 1898 – 13 de Julho de 1974), casou-se com a sua prima direita, a princesa Teodora da Dinamarca; com descendência.
- Estefânia de Eschaumburgo-Lipa (19 de Dezembro de 1899 – 2 de Maio de 1925), casou-se com Vítor Adolfo, 5º Príncipe de Bentheim e Steinfurt e teve dois filhosː o príncipe Alexis (30 de Julho de 1922 – 2 de Dezembro de 1943, morto em acção durante a Segunda Guerra Mundial) o príncipe Cristiano (n. 9 de Dezembro de 1923). Estefânia morreu ao dar à luz dois rapazes gémeos. Ambos os rapazes morreram a 2 de Maio de 1925, um nasceu morto e o outro morreu passadas algumas horas.

## Segundo casamento
Frederico voltou a casar-se no dia 26 de Maio de 1909 em Dessau com a princesa Antonieta de Anhalt, filha de Leopoldo, Príncipe-Herdeiro de Anhalt, e da sua esposa, a princesa Isabel de Hesse-Cassel. Juntos, tiveram dois filhosː
- Leopoldo Frederico de Eschaumburgo-Lipa (21 de Fevereiro de 1910 - 25 de Janeiro de 2006), nunca se casou nem deixou descendência.
- Guilherme Frederico de Eschaumburgo-Lipa (24 de Agosto de 1912 - 4 de Março de 1938), morreu aos vinte-e-cinco anos de idade; sem descendência.

## Títulos e formas de tratamento
- 30 de Janeiro de 1868 – 12 de Dezembro de 1945: Sua Alteza Sereníssima, o príncipe Frederico de Eschaumburgo-Lipa

## Genealogia
| Frederico de Eschaumburgo-Lipa | Pai: Guilherme de Eschaumburgo-Lipa (1834-1906) | Avô paterno: Jorge Guilherme, Príncipe de Eschaumburgo-Lipa | Bisavô paterno: Filipe II, Conde de Eschaumburgo-Lipa         |
| Frederico de Eschaumburgo-Lipa | Pai: Guilherme de Eschaumburgo-Lipa (1834-1906) | Avô paterno: Jorge Guilherme, Príncipe de Eschaumburgo-Lipa | Bisavó paterna: Juliana de Hesse-Philippsthal                 |
| Frederico de Eschaumburgo-Lipa | Pai: Guilherme de Eschaumburgo-Lipa (1834-1906) | Avó paterna: Ida de Waldeck e Pyrmont                       | Bisavô paterno: Jorge I, Príncipe de Waldeck e Pyrmont        |
| Frederico de Eschaumburgo-Lipa | Pai: Guilherme de Eschaumburgo-Lipa (1834-1906) | Avó paterna: Ida de Waldeck e Pyrmont                       | Bisavó paterna: Augusta de Schwarzburg-Sondershausen          |
| Frederico de Eschaumburgo-Lipa | Mãe: Batilde de Anhalt-Dessau                   | Avô materno: Frederico Augusto de Anhalt-Dessau             | Bisavô materno: Frederico, Príncipe-Herdeiro de Anhalt-Dessau |
| Frederico de Eschaumburgo-Lipa | Mãe: Batilde de Anhalt-Dessau                   | Avô materno: Frederico Augusto de Anhalt-Dessau             | Bisavó materna: Amália de Hesse-Homburgo                      |
| Frederico de Eschaumburgo-Lipa | Mãe: Batilde de Anhalt-Dessau                   | Avó materna: Maria Luísa de Hesse-Cassel                    | Bisavô materno: Guilherme de Hesse-Cassel                     |
| Frederico de Eschaumburgo-Lipa | Mãe: Batilde de Anhalt-Dessau                   | Avó materna: Maria Luísa de Hesse-Cassel                    | Bisavó materna: Luísa Carlota da Dinamarca                    |